# Gibbaranea hetian
Gibbaranea hetian är en spindelart som först beskrevs av Hu och Wu 1989.  Gibbaranea hetian ingår i släktet Gibbaranea och familjen hjulspindlar. Inga underarter finns listade i Catalogue of Life.